# Bernadette Devlin
Bernadette Devlin McAliskey, född 23 april 1947 i Cookstown, County Tyrone, är en nordirländsk socialistisk politiker.

## Biografi
Devlin växte upp i en katolsk arbetarfamilj med fem syskon. Hon började 1965 studera psykologi vid Queen’s University där hon blev intresserad av politik. Hon och hennes bror deltog i aktiviteter ordnade av Northern Ireland Civil Rights Association. Som 21-åring student blev hon invald i brittiska parlamentet 1969, i ett fyllnadsval, och därmed den yngsta parlamentsledamoten på 200 år och den dittills yngsta kvinnan i parlamentet. Hon representerade valkretsen Mid Ulster och valdes på Unitys lista, med en kandidat från Ulster Unionist Party som huvudmotståndare, och var parlamentsledamot till 1974. Hon dömdes till 6 månaders fängelse under sin mandatperiod efter att ha deltagit i slaget om Bogside där Devlin var en av ledarna för försvararna som skyddade den av dem proklamerade fristaten Free Derry. När hon frisläpptes efter sitt fängelsestraff sov hon en natt utanför Downing Street för att få tala med den brittiske premiärministern. 
Hon var vittne till den blodiga söndagen 1972 och ville dagen efter berätta i parlamentet om vad hon sett men Reginald Maudling – den dåvarande inrikesministern och därmed den i regeringen som direkt var ansvarig för Nordirlandpolitiken – avbröt henne och menade att militären skjutit i självförsvar och att det inte fanns något mer att diskutera. Devlin gick då över parlamentsgolvet och slog till Maudling.
Devlin sade sig vara inspirerad av den svarta medborgarrättsrörelsen i USA och förespråkade politiska metoder för att bekämpa ockupationsmakten. Devlin avgudades som en ikon och liknades vid Jeanne d'Arc.
I april 1974 förlorade hon sin parlamentsplats och försvann ur offentligheten. Anledningen till att hon förlorade mandatet kan sökas till en politisk skandal som inträffade 1971 då hon födde en utomäktenskaplig dotter. Först två år senare gifte hon sig med barnets far, Michael McAliskey. Paret skaffade ytterligare två barn.
I januari 1981 bröt sig tre män från Ulster Freedom Fighters in i Devlins hem och sköt henne med nio skott och hennes man med fyra inför ögonen på deras barn. Devlin och hennes man fick allvarliga skador, bland annat i huvudet, men överlevde. Devlin övervägde att ställa upp till ett fyllnadsval i Fermanagh Tyrone efter detta men Sinn Féin-ledningen bad henne att inte göra det eftersom de skulle låta sin hungerstrejkare Bobby Sands ställa upp och Devlin valde då att inte ställa upp.
Devlin arbetar idag för de svaga i det lokala katolska samhället, till exempel med barnavårdsprojekt och boendefrågor.